# Convención del Pueblo Africano
Convención del Pueblo Africano (en inglés: African People's Convention) o APC es un partido político minoritario de Sudáfrica fundado por Themba Godi, exvicepresidente del Congreso Panafricanista de Azania (PAC) el 4 de septiembre de 2007. Fue establecido por dos legisladores nacionales del PAC y sus dos únicos legisladores provinciales, los cuales perdió en su primera contienda electoral, donde conservó, sin embargo, la representación nacional. En las elecciones de 2014, conservó su escaño con el 0.17% de los votos, siendo, por lo tanto, el partido representado en la Asamblea Nacional de Sudáfrica con menos votos. En las elecciones municipales de 2016, las primeras que disputó, incrementó ligeramente su intención de voto con un 0.22%.
Al igual que el PAC, la ideología del APC apela oficialmente a "africanistas, panafricanistas y socialistas".

## Resultados electorales
|  | 0.20 % |

|  | 0.17 % |